# 灰色的樂園
灰色的樂園是由FrontWing於2013年5月24日發售的日本成人遊戲。繼前兩作《灰色的果實》及《灰色的迷宮》之後的系列完結篇。於2015年4月19日播放改編的電視動畫。
2017年4月28日發售系列新作《灰色：幻影扳機》。

## 故事
承接前作2012年2月24日发售的《灰色的迷宮》主劇本“随心之繭”，敘述主角風見雄二在被希斯·奥斯羅「抓住」之後的故事。
全篇分序幕、〈白翼之種〉、〈樂園之後〉、〈戴夫教授的自慰頻道〉四部。

### 序幕
風見雄二进入美浜學園之前（2010.06.XX-2011.05.16），五位女主角（榊由美子、周防天音、松嶋滿、入巢莳菜、小岭幸）個別轉入學園的故事。共14段腳本。

### 白翼之種
隨心之繭最後風見雄二「襲擊大使館」事件之後，五位女主角共通營救風見雄二，以及雄二自我救贖的主故事。共42段腳本。

### 樂園之後
奥斯罗战之后，在日下部麻子買下的小島上，女主角們（榊由美子、周防天音、松嶋滿、入巢莳菜、小岭幸、塔納托斯（風見一姬）、橘千鹤、春寺由梨亚）与風見雄二的南島後宮生活。共8段腳本。

### 戴夫教授的自慰頻道
展开讲述正篇时间线中隐去不谈的H剧情，主要为雄二幼年期（JB、雄二母親、篮球部1、篮球部2）以及入軍隊時期（ミリエラ、キアラ、ギャレット），共8段腳本。

## 登場人物
有關登場人物更多詳細信息請參照灰色的果實#登場人物。
聲：PC版／電視動畫版
- 風見雄二：－／櫻井孝宏、諏訪彩花（幼年期）
- 榊由美子：一色光／田中涼子
- 周防天音：雪見そら／田口宏子
- 松嶋滿：羽仁麗／水橋香織
- 入巢蒔菜：民安友繪／たみやすともえ
- 小嶺幸：岡村美佳沙／清水愛
- 橘千鶴：牧泉美／柳瀨夏美
- 春寺由梨亞（JB）：楠鈴音／鳴海エリカ
- 日下部麻子：川島梨乃／瑞澤溪
- 風見一姬：青山由香里／友永朱音
- キアラ・ファレル：桜城ちか
- アダム：水樹空
- 山本：おっさん
- ゾーイ：青葉りんご
- ダニエル・ボーン（ダニー）：倉島丈／藤井剛
- 米莉艾拉‧斯坦菲爾德 (ミリエラ・スタンフィールド（ミリー）)：東花梨／平山緣
- エドワード・ウォーカー（エディ）：秋山樹／鶴岡聰
- ロビー／ジミー：おイモ／三苫紘平
- ジャスティン・マイクマイヤー（J少尉／J大尉）：水樹空／小林直人
- 艾格尼絲‧加雷特 (アニエス・ギャレット大尉)：野野村紗夜／小林みい
- 坂下千秋：奈都水環／舩坂泰子
- 小出葎：野野村紗夜／小林みい
- 佐久間みのり：葉市憂／金子未佳
- 伊吹春菜：桜城ちか／月ヶ瀬あかね
- 金田沙彩：今野蒼衣／淺倉弦希
- 古森めぐみ：綾瀬あかり
- 桜井美冬：唯香
- 広岡たまき：奈都水環
- 越智義彦：おイモ／三苫紘平
- トラビス：神宮寺穂波人／宮下弘充
- デュポーン：やじまのぼる／須藤翔
- ヒース・オスロ：秋山樹

## 製作人員
- 製作：FrontWing
- 人物設計、原畫：渡邊明夫（榊由美子、松嶋滿、橘千鶴、等）、フミオ（風見雄二、周防天音、入巢蒔菜、春寺由梨亞、風見一姬、等）
- SD角色：Nanakamai（日语：ななかまい）
- 編劇：藤崎龍太、桑島由一、かづや、鳴海瑛二
- 音樂：Elements Garden

## 電視動畫

### 主題曲
片頭曲
「刹那之果實（刹那の果実）」
作詞：桑島由一，作曲、編曲：藤間仁（Elements Garden），主唱：黑崎真音
第1話未使用。
片尾曲
「黄昏的星光（黄昏のスタアライト）」〔隨心之繭篇（第1話－第4話）〕
作詞：桑島由一，作曲、編曲：藤間仁（Elements Garden），主唱：南條愛乃
「FISSION」（第5話）
作曲、編曲：藤間仁
〔白翼之種篇（第6話－第9話）〕
作詞：桑島由一，作曲、編曲：藤間仁（Elements Garden），主唱：南條愛乃
「Ceremony」（第10話）
作曲、編曲：藤間仁

### 各話列表
| 話數   | 日文標題 | 中文標題    | 劇本     | 分鏡                       | 演出                              | 作畫監督 | 總作畫監督                          | 開頭與結尾插畫  |
| ------ | -------- | ----------- | -------- | -------------------------- | --------------------------------- | --- | ----------------------------------- | --------------- |
| 第一話 |          | 隨心之繭I   | 高橋龍也 | 小島正士                   | 柳屋圭宏                          | 佐藤天昭、小島彰 石井香織 | 渡邊明夫、桂憲一郎 高澤美佳         |                 |
| 第二話 |          | 隨心之繭II  | 高橋龍也 | 山本裕介                   | 神原敏昭                          | 中野彰子 Han Seounghee | 渡邊明夫、桂憲一郎 高澤美佳、米澤優 | 高苗京鈴 029    |
| 第三話 |          | 隨心之繭III | 高橋龍也 | 神谷智大 小島正士 佐藤真二 | 森義博                            | 小林利充、糸島雅彥 山內則康、鎌田均                                                                                              | 桂憲一郎、高澤美佳                  |                 |
| 第四話 |          | 隨心之繭IV  | 高橋龍也 | 小島正士                   | 間島崇寬                          | 阿部智之 | 桂憲一郎、米澤優 高澤美佳           | 比村奇石        |
| 第五話 |          | 白翼之種I   | 倉田英之 | 吉田泰三                   | 山下英美                          | 佐藤天昭、小島彰 安田祥子、杉藤早百合 LEE SANG-MIN                                                                               | 桂憲一郎、米澤優 高澤美佳           | 九十九 知世俊作 |
| 第六話 |          | 白翼之種II  | 倉田英之 | 名村英敏                   | 和泉志郎                          | 池田廣明、萩原正人 木下由衣 | 桂憲一郎、米澤優 高澤美佳           | TOKIAME         |
| 第七話 |          | 白翼之種III | 倉田英之 | 青柳隆平                   | 森義博                            | 小林利充、糸島雅彥 山內則康、謝苑倩                                                                                              | 桂憲一郎、米澤優 高澤美佳           | 丸新            |
| 第八話 |          | 白翼之種IV  | 倉田英之 | 小島正士                   | 青柳隆平 間島崇寬                 | 石井香織、大島緣 杉藤早百合 LEE SANG-MIN 神谷智大、安田祥子 越後光崇、小島彰 米澤優                                              | 桂憲一郎、米澤優 高澤美佳           | カヅホ          |
| 第九話 |          | 白翼之種V   | 倉田英之 | 吉田泰三                   | 森義博                            | 小林利充、糸島雅彥 山內則康、鎌田均                                                                                              | 桂憲一郎、米澤優 高澤美佳           | Nanakamai       |
| 第十話 |          | 白翼之種VI  | 倉田英之 | 小島正士 江畑諒真          | 柳屋圭宏 山門郁夫 森義博 江口大輔 | 米澤優、大島緣 神谷智大、LEE SANG-MIN 佐藤天昭、高澤美佳 小島彰、山門郁夫 越後光崇、石井香織 安田祥子、山內則康 糸島雅彥、鎌田均 | 渡邊明夫、桂憲一郎 米澤優、高澤美佳 | 美水鏡 涼香     |

### 播放電視台
日本深夜動畫：下文記載的日本国内播放時間使用日本標準時間（UTC+9）表示。因為部分時間标识會採用30小时制，因此請留意这类超过24:00的时间，其實際播放時間為翌日清晨。
| 播放地區 | 播放電視台 | 播放日期               | 播放時間（UTC+9）   | 所屬聯播網 | 備註   |
| -------- | ---------- | ---------------------- | ------------------- | ---------- | ------ |
| 日本全國 | AT-X       | 2015年4月19日－6月21日 | 星期日 23:00－23:30 | CS衛星放送 | 有重播 |
| 东京都   | TOKYO MX   | 2015年4月19日－6月21日 | 星期日 24:30－25:00 |            |        |
| 京都府   | KBS京都    | 2015年4月19日－6月21日 | 星期日 24:45－25:15 |            |        |
| 兵库县   | SUN电视台  | 2015年4月19日－6月21日 | 星期日 25:30－26:00 |            |        |
| 日本全国 | BS11       | 2015年4月20日－6月22日 | 星期一 24:30－25:00 |            |        |

### 映像特典
| 話數     | 日文標題                                   | 中文標題 | 劇本     | 分鏡     | 演出     | 作畫監督                     | 總作畫監督 |
| -------- | ------------------------------------------ | -------- | -------- | -------- | -------- | ---------------------------- | ---------- |
| 第八話   | 「由美子の、ドキドキ湯上がり密着ロッカー」 |          | かづや   | 青柳隆平 | 間島宗寛 | 小島彰 LEE SANG-MIN          | 桂憲一郎   |
| 第九話   | 「ミリエラの極秘野戦訓練」                 |          | 鳴海瑛二 | 吉田泰三 | 森義博   | 鎌田均 山内則康              | 桂憲一郎   |
| 第十話   | 「みちる編・ツンデレ流 プリクリャ撮影会」  |          | 鳴海瑛二 | 村山公輔 | 村山公輔 | 佐藤天昭 後藤望              | 桂憲一郎   |
| 第十一話 | 「蒔菜と幸のイケナイおやつタイム」         |          | かづや   | 村山公輔 | 村山公輔 | 佐藤天昭 後藤望 LEE SANG-MIN | 桂憲一郎   |
| 第十二話 | 「天音と一姫の、日記に書けないマッサージ」 |          | かづや   | 村山公輔 | 村山公輔 | 村山公輔                     | 桂憲一郎   |

### 藍光／DVD
| 卷 | 發售日         | 收錄話        | 規格編號   | 規格編號  |
| 卷 | 發售日         | 收錄話        | 藍光初回版 | DVD初回版 |
| -- | -------------- | ------------- | ---------- | --------- |
| 1  | 2015年8月26日  | 第1話－第2話  | GNXA-1741  | GNBA-3101 |
| 2  | 2015年9月18日  | 第3話－第4話  | GNXA-1742  | GNBA-3102 |
| 3  | 2015年10月23日 | 第5話－第6話  | GNXA-1743  | GNBA-3103 |
| 4  | 2015年11月26日 | 第7話－第8話  | GNXA-1744  | GNBA-3104 |
| 5  | 2015年12月25日 | 第9話－第10話 | GNXA-1745  | GNBA-3105 |

## 外部連結
- FrontWing的X（前Twitter）
- PC版官方網站 （页面存档备份，存于） （日語）
- PSP/PSV版官方網站 （页面存档备份，存于） （日語）
- NS版官方網站 （页面存档备份，存于） （日語）
- 電視動畫官方網站 （页面存档备份，存于） （日語）